# Hermógenes (mestre dos ofícios)

Fronteira romano-persa na Antiguidade Tardia

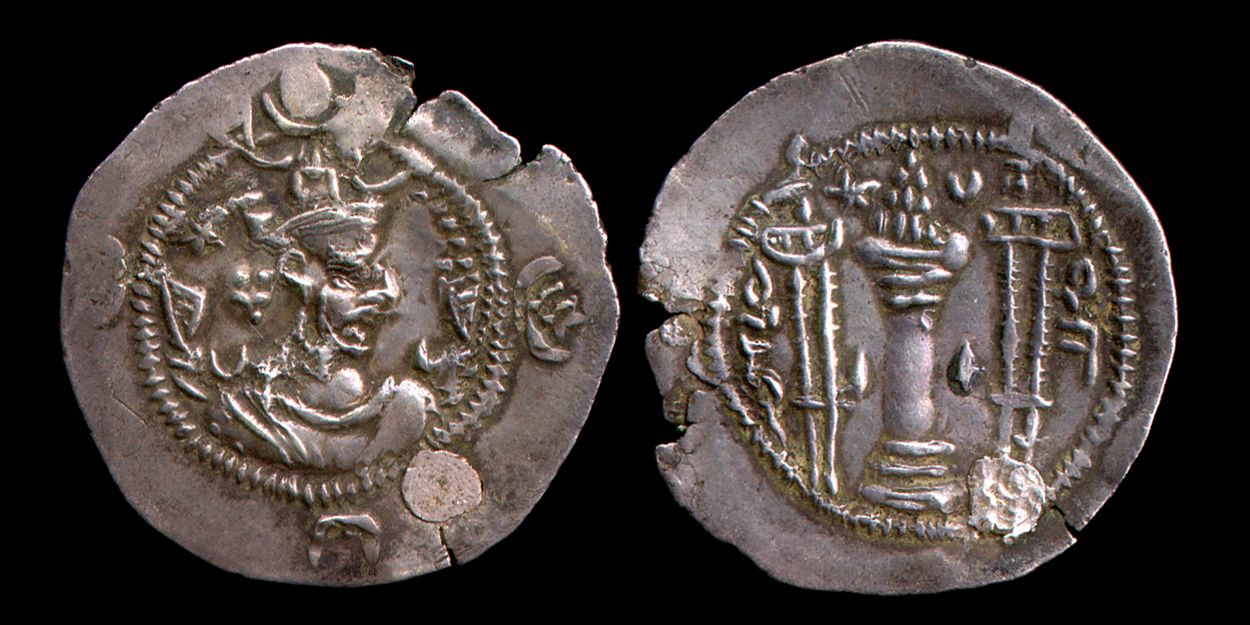
Dracma de (r. 488–496; 499–531)

Hermógenes (em grego: Ἑρμογένης; m. 536) foi um oficial bizantino que serviu como mestre dos ofícios, comandante militar e diplomata na Guerra Ibérica contra o Império Sassânida no início do reinado do imperador Justiniano (r. 527–565). Além de participar de importantes confrontos, como a Batalha de Dara, teve notório papel nas inúmeras embaixadas à corte sassânida, primeiro sob Cavades I (r. 488–496; 499–531) e depois sob Cosroes I (r. 531–579), e que resultariam na conclusão da chamada "Paz Eterna", de setembro de 532.

## História
Hermógenes nasceu provavelmente na Cítia Menor (moderna Dobruja) e é chamado "o Cita" nas crônicas bizantinas. No começo da década de 510, serviu como assessor (assistente legal chefe) do general Vitaliano, que, entre 513 e 515, liderou uma série de revoltas contra o imperador Anastácio I (r. 491–518). Em maio de 529, foi elevado ao posto de mestre dos ofícios, o chefe do secretariado imperial. Em abril do mesmo ano, foi enviado como emissário à corte do xá Cavades I (r. 488–496; 499–531) levando muitos presentes com o objetivo de formalizar a ascensão de Justiniano ao trono bizantino e de propor uma paz que encerrasse a guerra em curso. Se apresentou a Cavades em julho e retornou levando a resposta do xá que propunha trégua de um ano.
Em resposta, Justiniano enviou-o de volta com Rufino, que havia liderado repetidas embaixadas à corte persa no passado. Os dois chegaram em Antioquia em março de 530 e então foram para Hierápolis Bambice, de onde enviaram notícias de sua chegada para Cavades, esperando retomar as negociações. Contudo, o xá havia preparado um exército invasor e adiou encontrá-los. Enquanto Rufino permaneceu em Hierápolis, Hermógenes juntou-se ao exército de Belisário, recém-promovido comandante-em-chefe das forças orientais (mestre dos soldados do Oriente), na fortaleza de Dara, na fronteira persa. Como recebeu instruções de Justiniano para ajudar Belisário na formação do exército, chegou para compartilhar o comando das tropas com o último.
Quando os persas, comandado por Mirranes, avançaram através da fronteira para Amódio (junho de 530), os bizantinos também deixaram Dara, ordenando suas forças em frente a cidade. Belisário e Hermógenes tentaram restabelecer as negociações no dia anterior a batalha, mas o comandante persa recusou. Hermógenes compartilhou o comando com Belisário durante a subsequente Batalha de Dara, que terminou numa grande vitória bizantina. Após a batalha, Cavades aceitou nova embaixada, mas sem Hermógenes, que retornou para Constantinopla no final de 530 ou começo de 531. Neste meio tempo, Cavades enviou Rufino de volta para Justiniano com termos aceitáveis para ele. Porém, quando Rufino retornou para o xá trazendo o acordo do imperador, Cavades havia mudado de ideia e resolveu reiniciar a guerra.

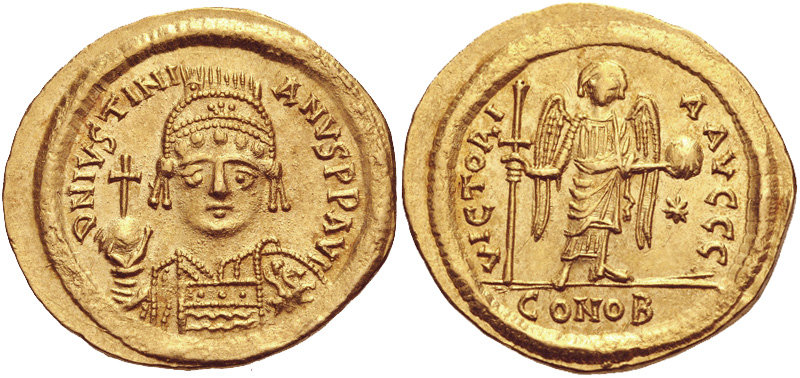
Soldo de Justiniano r.

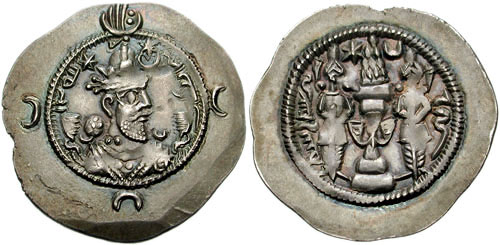
Dracma de r.

Na primavera de 531, quando chegaram notícias de outra invasão persa, Hermógenes foi enviado ao Oriente com reforços para o exército de Belisário. Juntou-se a Belisário, que foi seguido pelos persas, em Barbalisso. Lá, mediou e resolveu uma disputa entre Belisário e um de seus oficiais subordinados, Sunicas. Nesse ponto, os persas, confrontados, decidiram retirar-se. Hermógenes concordou com Belisário que, como a invasão deles havia fracassado, os persas deveriam ser autorizados a se retirar, mas seus oficiais subordinados queriam a batalha. Os exércitos se enfrentaram perto de Calínico, mas a batalha que se seguiu resultou numa pesada derrota bizantina. No rescaldo da batalha, Hermógenes visitou Cavades como emissário, mas não conseguiu nada. Retornou para Constantinopla, de onde foi novamente enviado como emissário no final do verão de 531. Lá, juntou-se ao exército de Sitas, e, com ele, libertou a cidade de Martirópolis de um cerco persa.
Enquanto estava na cidade, chegaram as notícias da morte de Cavades e a ascensão de seu filho, Cosroes I (r. 531–579). O novo xá escreveu para Justiniano através de Hermógenes com o objetivo de reiniciar as negociações, mas o imperador proibiu seus emissários, Rufino e Estratégio, que estavam esperando em Edessa, de fazê-lo. Se Justiniano esperava, assim, desestabilizar a posição de Cosroes, suas esperanças foram frustradas: o novo xá rapidamente suprimiu a ameaça representada por seu irmão e seus aliados mazdaquitas e renovou suas ofertas de negociações, junto com uma trégua de três meses. O imperador instruiu Hermógenes a aceitar a trégua, e, após uma troca de reféns, o exército persa retirou-se do território bizantino. Hermógenes foi então um dos quatro emissários que negociaram com Cosroes; os demais foram Rufino, Alexandre e Tomás. As negociações fracassaram, mas uma nova embaixada por Hermógenes e Rufino conseguiu finalmente concluir a chamada "Paz Eterna" em setembro de 532. Ele foi demitido como mestre dos ofícios após novembro de 533, sendo substituído por Triboniano. Recuperou o posto novamente em 535, pouco antes de sua morte, que ocorreu em algum momento antes de 18 de março de 536. Hermógenes tinha um filho, chamado Saturnino. Algum tempo após sua morte, tentou casar com sua prima, a filha de Cirilo, mas o plano foi frustrado pela imperatriz Teodora (r. 527–548), que queria casá-lo com a filha de um antigo cortesão que vivia no palácio chamado Crisômalo. Quando Saturnino protestou, foi açoitado.